# Białcz (powiat policki)
Białcz (do 1945 niem. Düsterort Försterei) – dawna, nieistniejąca dziś osada śródleśna w Polsce, położona w województwie zachodniopomorskim, na obszarze Puszczy Wkrzańskiej. Osada usytuowana jest w pobliżu góry Białcza (21,6 m), ok. 4 km na zachód od Trzebieży.

## Historia
Początki osady sięgają XIX w., gdy istniała tu smolarnia, a później leśniczówka. Do 1939 r. osadę zamieszkiwało 7 osób.
W czasie II wojny światowej osiedle zniszczono, 27 kwietnia 1945 r. do osady wkroczyły wojska radzieckie (2 Front Białoruski – 2 Armia Uderzeniowa), a administracja polska przejęła ją 4 października 1945 r.
Po 1945 r. nieobudowana, ruiny całkowicie zarosły.
Przynależność polityczno-administracyjna patrz: Myślibórz Wielki.